# Chrysiptera oxycephala
Chrysiptera oxycephala là một loài cá biển thuộc chi Chrysiptera trong họ Cá thia. Loài này được mô tả lần đầu tiên vào năm 1877.

## Từ nguyên
Từ định danh plagiometopon được ghép bởi hai âm tiết trong tiếng Hy Lạp cổ đại, oxús (ὀξύς, "sắc bén") và kephalḗ (κεφαλή, "đầu"), hàm ý có lẽ đề cập đến nét mặt bên của loài cá này, được mô tả là "có độ dốc rõ ràng" từ gáy xuống mõm.

## Phạm vi phân bố và môi trường sống
C. oxycephala trước đây được cho là có phạm vi phân bố rộng khắp quần đảo Mã Lai, nhưng đó là một phức hợp loài bao gồm những loài ẩn sinh (cryptic species) của C. oxycephala. Những loài ẩn sinh này đã được tách ra thành những loài riêng biệt, là Chrysiptera ellenae, Chrysiptera maurineae và Chrysiptera papuensis, sau đó là Chrysiptera burtjonesi và Chrysiptera uswanasi.
Phạm vi hiện tại của C. oxycephala đã thu hẹp lại ở Philippines (đảo Palawan và Visayas), rải rác ở Indonesia (phía đông Borneo, Karimunjawa, Sulawesi, quần đảo Sunda Nhỏ và quần đảo Maluku), cũng như tại Palau.
C. oxycephala sống gần các rạn san hô ven bờ và trong đầm phá ở độ sâu đến ít nhất là 16 m.

## Mô tả
Chiều dài lớn nhất được ghi nhận ở C. oxycephala là 9 cm.
Cá trưởng thành màu vàng lục, chỉ ửng màu vàng tươi ở ngực, dưới họng và bụng (đặc điểm giúp phân biệt với các loài trong phức hợp). Có nhiều chấm nhỏ màu xanh lam trên vảy ở thân. Mống mắt có cặp sọc xanh ngọc lam băng ngang đồng tử. C. papuensis là loài có kiểu hình gần giống nhất với C. oxycephala, nhưng màu vàng ở C. papuensis lan rộng lên nửa thân dưới và cuống đuôi, và C. papuensis hơi sẫm nâu hơn ở đầu và một phần thân trước.
Cá con của C. oxycephala và C. papuensis rất khó phân biệt nếu chỉ dựa vào kiểu hình. Chúng đều có màu xanh lam ở toàn bộ đầu và thân trước, và màu vàng tươi từ thân sau lan rộng đến cuống đuôi và bụng, cũng như trên vây bụng và vây hậu môn.
Số gai ở vây lưng: 13; Số tia vây ở vây lưng: 10–12; Số gai ở vây hậu môn: 2; Số tia vây ở vây hậu môn: 11–13; Số gai ở vây bụng: 1; Số tia vây ở vây bụng: 5; Số tia vây ở vây ngực: 13–15; Số lược mang: 29–31.

## Sinh thái học
Thức ăn của C. oxycephala là các loài động vật giáp xác nhỏ. Chúng sống đơn độc hoặc theo cặp. Cá đực có tập tính bảo vệ và chăm sóc trứng; trứng có độ dính và bám chặt vào nền tổ.

### Trích dẫn
- Allen, Gerald R.; Erdmann, Mark V.; Cahyani, N. K. Dita (2015). "Review of the Chrysiptera oxycephala complex of damselfishes (Pomacentridae) with descriptions of three new species from the East Indian Archipelago" (PDF). Journal of the Ocean Science Foundation. Quyển 17. tr. 15–84. doi:10.5281/zenodo.891435.